# 神道五部書

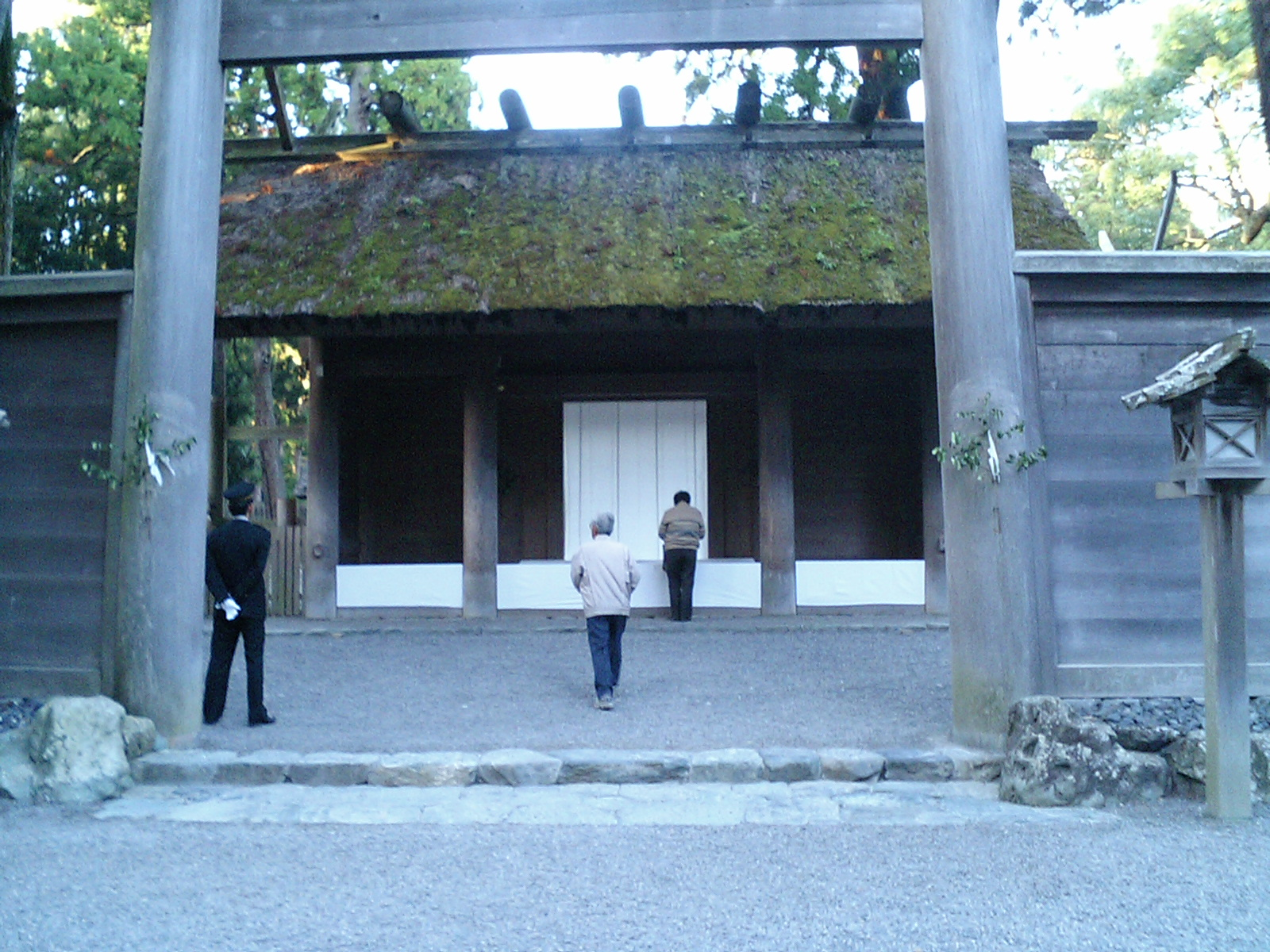
伊勢神宮外宮（豊受大神宮）

神道五部書（しんとうごうぶしょ）とは、伊勢神道（度会神道）の根本経典で、以下の5つの経典の総称である。
- 『天照坐伊勢二所皇太神宮御鎮座次第記』（御鎮座次第記）
- 『伊勢二所皇太神御鎮座伝記』（御鎮座伝記）
- 『豊受皇太神御鎮座本紀』（御鎮座本記）
- 『造伊勢二所太神宮宝基本記』（宝基本記）
- 『倭姫命世記』

いずれも奥付には奈良時代以前の成立となっているが、実際には鎌倉時代に度会行忠ら外宮祀官が執筆したものとみられている。

## 概要
歴史学・日本文学の分野からの研究では、伊勢神宮外宮の神職であった度会氏が、外宮を内宮（祭神・天照大神）と同等以上の存在として格上げすることを目的に、外宮の祭神である豊受大神を天之御中主神および国之常立神と同一神とすることで、天照大神をしのぐ普遍的神格であることを主張するために執筆されたと推定されている。
また、伊勢神道自体は本地垂迹説に対する批判としての神本仏迹説に基づいていたが、その根本経典である本書の論理には、仏教特に修験道の立場からなされた神道説の書『大和葛城宝山記』などの影響が指摘されている。
神道五部書は、江戸時代に、尾張の東照宮神官である吉見幸和により、偽書であるとして激しく批判された。